# Когда я буду мёртвым и белым
«Когда я буду мёртвым и белым» (серб. Кад будем мртав и бео) — фильм режиссёра Живоина Павловича. Одна из наиболее выразительных работ направления, известного как Югославская чёрная волна. В 1996 году члены совета Югославской академии киноискусства и науки назвали фильм в числе пяти лучших сербских фильмов, снятых с 1947 года.

## Сюжет
Молодой проходимец Джими Барка ищет возможность любого заработка. В его родном городке, где-то в центральной Сербии, он может устроиться только на сезонную работу. В поисках более лёгких денег, он совершает кражу, но, застигнутый с поличным, спасается бегством и уезжает из города, бросив свою сожительницу Лилицу. Вскоре Барка присоединяется к эстрадной певичке Душке, с которой выступает по ярмаркам, небольшим кабачкам. Поёт он откровенно слабо, но, в твёрдой решимости стать популярным исполнителем, отправляется на конкурс певцов в Белграде. Публика его освистывает и с позором прогоняет.
Он возвращается в родной город к Лилице. Та пробавляется мелким мошенничеством, включая вымогательство у разовых поклонников денег под предлогом своей псевдо-беременности. Барка присоединяется к ней в одном из эпизодов, но жертва шантажа даёт им отпор и, после короткой схватки, убивает Джими.

## В ролях
- Драган Николич — Джими Барка
- Слободан Алигрудич — Милютин
- Миодраг Андрич
- Александар Гаврич  — Дуле
- Северин Биелич — офицер
- Дара Чаленич — Мица
- Любомир Типранич
- Ружица Сокич — Душка
- Неда Спасоевич — Лилица

## Награды и признание
- 1968 год — Приз за лучшую режиссуру Живоину Павловичу на национальном фестивале Югославского кино в Пуле.
- Наряду с фильмом «Пробуждение крыс» называется лучшей работой режиссёра в стилистике Югославской чёрной волны[2].

## Дополнительные факты
По утверждению Джона Шлезингера фильм стал источником вдохновения для создания картины «Полуночный ковбой»